# Bolusafra
Bolusafra es un género monotípico de plantas con flores de la familia Fabaceae. Su única especie: Bolusafra bituminosa  (L.) Kuntze, es originaria de África. En Cuba se llama papó de la reina.

## Sinonimia
- Glycine bituminosa L. basónimo
- Fagelia bituminosa (L.) DC.[2]